# Завгородний, Григорий Демидович

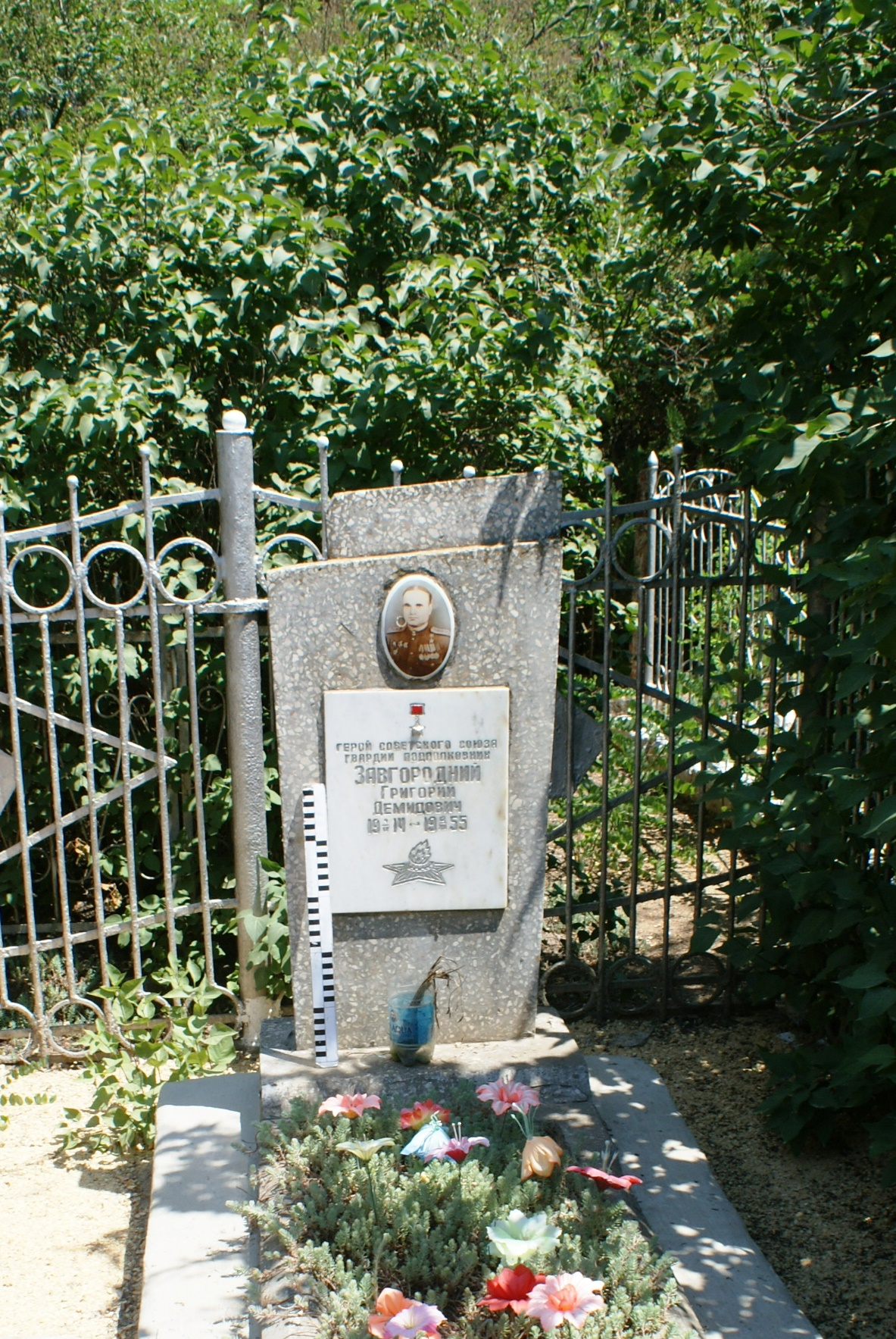
Могила Героя Советского Союза Г. Д. Завгороднего, Саки

Григорий Демидович Завгородний (1914—1955) — участник Великой Отечественной войны, командир батареи 154-го гвардейского артиллерийского полка 76-й гвардейской стрелковой дивизии 61-й армии Центрального фронта, гвардии капитан. Герой Советского Союза (1944).

## Биография
Родился 9 ноября 1914 года в селе Новониколаевка ныне Азовского района Ростовской области в семье рабочего. Русский.
Окончил 7 классов. Работал в колхозе. В 1934 году окончил курсы фрезеровщиков.
В 1936—1937 годах служил в Красной Армии. Окончил полковую артиллерийскую школу при 114-м стрелковом полку Северо-Кавказского военного округа. В 1937 году уволился в запас. В 1938—1939 годах окончил курсы электромонтёров и техническую железнодорожную школу в городе Краснодар. В 1939 году окончил курсы усовершенствования комсостава запаса при Орждоникидзевском артиллерийском училище, стал младшим лейтенантом. После курсов переподготовки работал дежурным по станции Белореченская.
Вторично призван в армию 24 июня 1941 года. Служил в 268-м запасном артиллерийском полку. На фронте в Великую Отечественную войну — с февраля 1942 года. Был командиром огневого взвода, артиллерийской батареи. Воевал на Крымском, Северо-Кавказском, Южном, Юго-Восточном, Сталинградском, Донском, Брянском, Центральном, Белорусском, 1-м и 2-м Белорусских фронтах. Член КПСС с 1943 года.
Командир артиллерийской батареи гвардии капитан Завгородний отличился в боях за Днепр. При форсировании Днепра 29 сентября 1943 года в районе села Мысы (Репкинский район Черниговской области) огнём с левого берега батарея содействовала захвату плацдарма. В ночь на 30 сентября батарея на подручных средствах переправилась на правый берег и помогла удержать занятый плацдарм. 2 октября батарея форсировала приток Днепра и огнём нанесла урон врагу.
Последней операцией в ходе Великой Отечественной войны для Завгороднего стала операция по форсированию обоих рукавов Одера и штурм города-крепости Штеттин (Щецин, Польша). На берегу Балтийского моря и закончился его боевой путь.
В ноябре 1945 года окончил высшую офицерскую артиллерийскую школу в Ленинграде. После училища до февраля 1949 года служил заместителем командира артиллерийского дивизиона 9-й механизированной дивизии в составе Группы советских войск в Германии (ГСВГ), а затем командиром дивизиона 167-го артиллерийского полка 24-й отдельной стрелковой бригады Западно-Сибирского военного округа.
Григорий Демидович скоропостижно (паралич сердца) скончался 12 декабря 1955 года на посту заместителя командира полка и был похоронен в городе Новосибирске. В марте 1956 года его останки были перевезены в город Саки и захоронены на гражданском кладбище. У могилы установлен памятник.
Похоронен в городе Саки. Могила на гражданском кладбище является объектом культурного наследия регионального значения Объект культурного наследия народов РФ регионального значения. Рег. № 911710855810005 (ЕГРОКН).

## Награды
- Указом Президиума Верховного Совета СССР «О присвоении звания Героя Советского Союза генералам, офицерскому, сержантскому и рядовому составу Красной Армии» от 15 января 1944 года за «образцовое выполнение боевых заданий командования по форсированию реки Днепр и проявленные при этом мужество и героизм» капитану Завгороднему Григорию Демидовичу присвоено звание Героя Советского Союза с вручением ордена Ленина и медали «Золотая Звезда» (№ 2954)[3].
- Награждён также орденами Красного Знамени (26.10.1944), 2 орденами Отечественной войны 2-й степени (17.08.1943; 09.02.1945), 2 орденами Красной Звезды (06.02.1943; 03.11.1953), медалями «За боевые заслуги» (24.06.1948), «За оборону Сталинграда», «За победу над Германией», «За освобождение Варшавы», «XXX лет Советской Армии и Военно-Морского Флота».

## Память
- В городе Саки (Крым) на могиле Героя установлен памятник.
- В селе Новониколаевка Азовского района, на родине Героя, на стене Новониколаевской ООШ в 2007 году, к 140-нему юбилею школы, установлена мемориальная доска с именами её учеников — Героев Советского Союза Завгороднего Григория Демидовича и Шинкаренко Фёдора Ивановича. У братской могилы воинам, павшим за освобождение села Новониколаевка от немецко-фашистских захватчиков в 2010 году установлен Мемориальный камень, увековечивающий память о героях-земляках.